# بریتیش ریل کلاس ۲۵۳، ۲۵۴ و ۲۵۵
بریتیش ریل کلاس ۲۵۳، ۲۵۴ و ۲۵۵ (انگلیسی: British Rail Classes 253, 254 and 255) سه مدل قطار تندرو مورد استفاده در بریتانیا است.
این قطارها که از سال ۱۹۷۵ تا ۱۹۸۲ ساخته شده‌اند دارای ۲۰۰ کیلومتر سرعت نهایی و ۱٬۶۸۰ کیلووات قدرت خروجی می‌باشند.